# Kenyon, England
Kenyon är en by i civil parish Croft, i kommunen Borough of Warrington, i grevskapet Cheshire, i England. Byn är belägen 8 km från Warrington. Kenyon var en civil parish 1866–1933 när blev den en del av Golborne. Civil parish hade 259 invånare år 1931.